# 江建民 (音樂人)
江建民是一位台灣作曲家、吉他手兼音樂製作人，在1990年代時屬於流行音樂編曲代表人物之一。

## 代表作品
江建民的編曲代表作品有：
- 齊秦：《痛并快乐着》、《狼》、《火柴天堂》、《海和天空》、《让我让你崩溃》、《一粒流星》、《黄昏的故乡》、《情人的眼泪》
- 動力火車：《无情的情书》、《明天的明天的明天》、《再会吧！我的心上人》、《那就这样吧》、《第一滴泪》、《因为心碎所以喝醉》
- 李翊君：《雨蝶》、《痛》
- 張惠妹：《我可以抱你吗》、《最后一次》
- 迪克牛仔：《有多少爱可以重来》、《三万英尺》
- 張信哲：《逃》
- 任賢齊：《风暴》
- 張宇：《蛋佬的棉袄》
- 刘若英：《单车失窃记》
- 陶晶瑩：《离开我》
- 蘇有朋：《走》
- 蘇慧倫：《被动》
- 許茹芸：《执着》
- 鄭智化：《三十三块》、《面子问题》
- 范曉萱：《消失》、《冰淇淋的祈禱》、《Darling》
- 徐若瑄：《不需要理由》
- 薛岳：《你在煩惱些甚麼》
- 张学友：《我真的受伤了》、《逃亡》、《明日约定》
- 劉德華：《笨小孩》、《孤星泪》、《真情难收》、《都怪我》、《我學會》
- 周华健：《明天我要嫁给你》
- 楊千嬅：《我要搬到天母》
- 謝霆鋒：《羅生門》
- 鄭秀文：《谁的谁》、《我懂》
- 鄭中基：《真挚》、《我真的可以》
- 鄭中基＆陳慧琳：《制造浪漫》
- 李玟：《我的快樂不為誰》
- 關淑怡：《微笑的想你》
- 黄征：《爱情诺曼底》
- 胡楊林：《香水有毒》
- 梁朝偉：《舊愛新傷》

## 個人生活
2016年3月15日，與胡楊林在中國湖北省武漢市登記結婚。